# Soupe au vin sucré
Ne doit pas être confondu avec Pain au vin rouge, Chabrot ou Vin chaud.
La soupe au vin sucré est une soupe de pain rassis, trempée dans de l'eau et du vin généralement rouge, préparée chaude ou froide.
En France, elle est consommée dans de nombreuses provinces, du Poitou où elle est connue sous le nom de « mijet », à l'Anjou où on la dénomme « soupine », en passant par la Beauce où elle s'appelle « miettée », ou par les Charentes où on la retrouve dénommée « mijhot » et est faite uniquement avec du vin du Pays charentais. On préfère généralement les préparations au vin rouge mais on peut aussi se servir de rosé.
Il existe des variantes ajoutant des petits fruits rouges en France mais surtout dans les pays de l'Europe centrale et de l'Est, en Scandinavie et au Portugal.
Il ne faut pas confondre cette soupe avec la pratique, autrefois familière des travailleurs, qui consiste à  finir le bouillon gras encore chaud en y rajoutant du vin, et à boire ce mélange en portant l'assiette creuse à la bouche ; on dit alors qu'on  fait « chabrot » en français ou « godaille » en saintongeais. La soupe au vin sucré se distingue aussi du vin à la française qui est un vin chaud et sucré aromatisé avec de la cannelle,.

## Origines et variantes

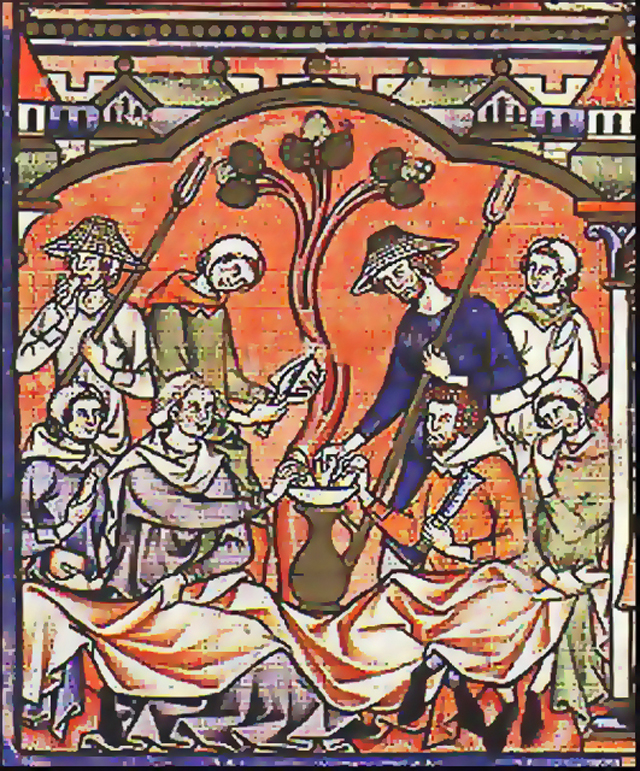
Paysans médiévaux faisant trempette

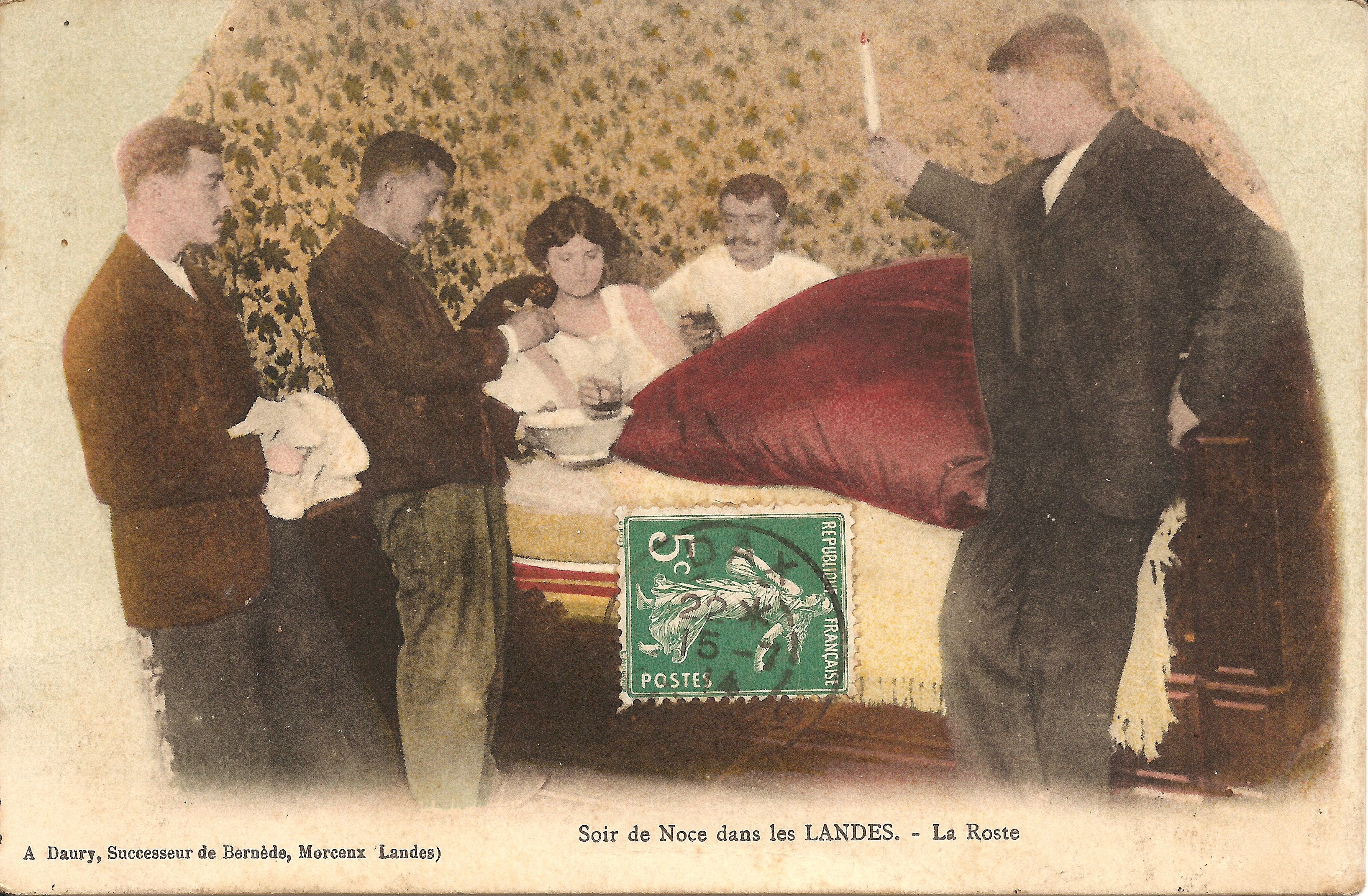
Trois personnes apportent la roste (rôtie de pain trempée dans du vin sucré) à un couple de jeunes mariés au lit dans les Landes. Carte postale de 1914.

Le vin sucré était rarement bu seul. Il imposait un rituel puisqu'il fallait y tremper du pain. Cette coutume s'appelait : faire trempette ou trempête et cette expression a été employée dans toute la France jusqu'au XXe siècle.
Dans le Jura, la trempotte ou la trampusse désignait du pain trempé dans du vin sucré. Ailleurs, c'était la trempée ou la miotte. 
En Touraine, au milieu du XIXe siècle, la miotte désignait aussi une soupe au vin rouge non chauffée mais sucrée au miel ; chauffé, le mets était appelé rôtie. À Bourgueil, on désignait par bijane le pain trempé dans le vin frais sucré, et par soupine le pain trempé dans le vin chaud et sucré.
Dans le Poitou, on faisait la même distinction : il s'agissait de la mige (ou mijet) dans le cas de vin frais et de soupine, ou trempine dans les Deux-Sèvres, dans le cas de vin chaud.
Dans le Berry  on disait respectivement miet (ou miot) et trempée ou midonnée. 

### Tosti
En Provence, on parlait de tosti : « Au milieu de l'après-midi, parce que les mauvaises herbes étaient dures à bêcher entre les ceps ou lourde la sulfateuse, se déroulait la cérémonie du tosti. Debout, pour surtout ne plus avoir à se relever, le vigneron trempait une tranche de pain dans sa gamelle de vin sucré. Le tout avalé et bu permettait de tenir jusqu'au soir ».
Et personne n'était choqué qu'un enfant de dix ans aille parfois faire trempette avec sa tartine de quatre heures dans le vin sucré de son grand-père.

### Soupe au perroquet
Dans la région de Bordeaux, on trempait aussi du pain dans son vin. Cela s'appelait « avaler une soupe au perroquet ». Dans le Sauternais, les vendangeuses qui, dès l'aube, allaient recueillir un à un les grains atteints par la pourriture noble, se réchauffaient ensuite en avalant la soupe au perroquet. C'était du vin sucré chaud dans lequel trempaient de grosses lèches de pain. Cette soupe passait pour être souveraine contre les bronchites attrapées pendant les vendanges tardives.
Soupe de perroquet ou déjeuner de perroquet, ce mélange « pain et vin », avait la réputation de délier les langues. Car, comme l'avait expliqué Molière, dans Le Médecin malgré lui : « Il y a dans le vin et le pain, mêlés ensemble, une vertu sympathique qui fait parler ; ne voyez-vous pas bien qu'on ne donne autre chose aux perroquets, et qu'ils apprennent à parler en mangeant de cela ? »

### Autres variantes
On peut remplacer le vin par du lait ou ajouter quelques fraises. Le lait ou le vin très dilué d'eau avec des fraises permettait de contenter les enfants qui regardaient avec envie les grands se désaltérer avec du « vrai » mijet. Dans le Montmorillonnais, l'appellation « mijet » était réservée pour la préparation à base de lait frais et « mijoh » pour la préparation à base de vin rouge additionné d'eau fraîche et de sucre.

## Étymologie
Soupe a eu en français jusqu'au XVIe siècle le sens de tranche de pain que l'on trempe avec du bouillon. L'origine germanique du mot est probable : néerlandais zuipen : boire; anglais : to sip : boire à petites gorgées. Le mot est passé en bas-latin : supa : soupe. Ancien français : supeir : boire . Poitevin : super : boire à petites gorgées, sucer.
Mijet vient du latin mica : miette. Ancien français : mige puis miche, mie, conservé dans les langues régionales en mijet, miet, miot

## Popularité
Dans les fermes du Centre-Ouest de la France, jusque dans les années 1960, le mijet ou la trempine étaient considérés comme incontournables pour couper les longs et chauds après-midis de travail d'été (on pouvait en effet travailler de 14h30 à 21h30). Pour les gros travaux, la ration pouvait dépasser 1 litre par travailleur et devait être servie très fraîche. C'était cependant un plat économique avec du pain rassis et le vin généralement produit sur la ferme.
Ils étaient aussi servis en début de repas (en particulier la trempine) comme n'importe quelle autre soupe. Le mijet était quelquefois servi en dessert, surtout s'il était bien sucré et avec des fraises.
La rôtie, plus élaborée, pouvait être servie aux mariés à la fin de la nuit de noces, dès l'aube, à la place de la soupe à l'oignon, en guise de reconstituant.
Il reste en Poitevin les expressions « É-t-o de la trempaïe ou de la routie ? »,(Est-ce de la trempine ou de la rôtie ?) analogue à « Est-ce du lard ou du cochon ? » et « avâ la goule mijhétouse » : « avoir soif ».
Coulon (Deux-Sèvres), dans le Marais poitevin perpétue une fête du mijet le dernier week-end de juin,.

## Préparation
Cette soupe rustique se prépare à partir de pain sec, découpé en dés, d’autant plus petits que le pain est sec. On l’arrose ensuite d'une bonne rasade de vin, que l'on sucre légèrement, puis le tout est mis au frais. Dans les campagnes, on la mettait au puits quelques heures afin de la rafraîchir.

### Différences entre mijet, trempine et rôtie[16]
Pour 1 litre de mijet, compter :
- 1 bouteille (75 cl) de vin rouge de qualité
- 1 à 2 verres d'eau fraîche
- 1 gros quignon de pain sec dont on ne garde que la mie émiettée
- 6 à 10 morceaux de sucre
- Servir bien frais

Variante pour la trempine :
- Le vin et l'eau sont très chauds pour la trempée
- On utilise en quantité plus importante la mie du pain et surtout la croûte
- On peut rajouter de la cannelle
- On sert bien chaud ou refroidi suivant les goûts

Variante pour la rôtie :
- Le pain est coupé en tranches et rôti (le grille-pain convient)
- On fait bouillir les rôties, le vin et l'eau pendant une heure comme pour une panade.
- 2 morceaux de sucre ou miel et cannelle
- On peut servir avec les rôties entières, comme pour la soupe au perroquet, ou servir un bouillon consistant après passage au tamis grossier
- On sert toujours chaud

Il est d'usage de laisser le vin, l'eau et le sucre sur la table au moment du service pour que chacun puisse ajuster à son goût.

## Soupes au vin sucré dans le monde

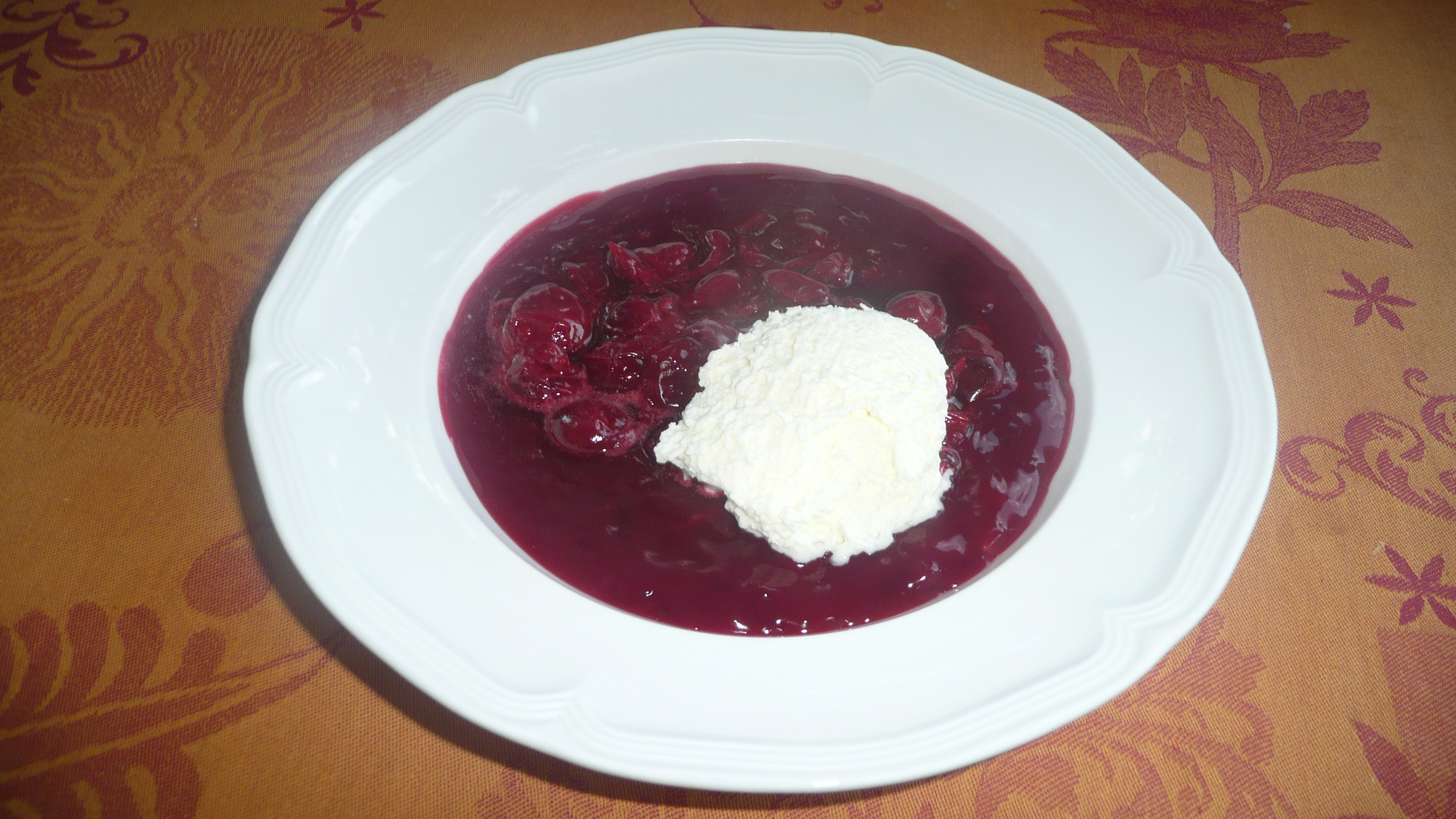
Soupe aux griottes, Berlin, Juillet 2011.

La Hongrie est une autre terre d'origine des soupes froides au vin sucré : borleves (soupe au vin ) et en particulier la soupe aux griottes (Sour cherry soup (en)). Cette dernière allie griottes, crème, sucre, farine, vin et parfois œuf, elle est devenue un classique d'été des cuisines d'Europe centrale et des pays d'immigration hongroise (États-Unis, Canada). Une variante portugaise (Sopa de ginjas (pt) s'accommode au vin de Porto. Les cerises peuvent être remplacées par des raisins suivant la saison ou encore en Scandinavie, Pologne et Russie (Kissel) par de petit fruits rouges.
Les pays germaniques connaissent différentes soupes au vin (Weinsuppe (de)) y compris la rôtie et la soupe aux griottes.
Dans tous ces pays, on utilise généralement la farine (parfois de la fécule) au lieu du pain et le vin blanc (voire du cidre ou du Champagne en Suède) au lieu du vin rouge, et l'ajout d'épices est fréquent.